# Meisterschaft von Zürich 1979
Il Meisterschaft von Zürich 1979, sessantaseiesima edizione della corsa, si svolse il 6 maggio 1979 su un percorso di 265,5 km. Venne vinto dall'italiano Giuseppe Saronni, che terminò in 6h32'59".

## Ordine d'arrivo (Top 10)
| Pos. | Corridore          | Squadra    | Tempo    |
| ---- | ------------------ | ---------- | -------- |
| 1    | Giuseppe Saronni   | Scic       | 6h32'59" |
| 2    | Francesco Moser    | Sanson     | s.t.     |
| 3    | Marc Demeyer       | Flandria   | a 15"    |
| 4    | Roger De Vlaeminck | Gis Gelati | s.t.     |
| 5    | Marc Renier        | KAS        | s.t.     |
| 6    | Daniel Willems     | Ijsboerke  | s.t.     |
| 7    | Osvaldo Bettoni    | Scic       | s.t.     |
| 8    | Pierino Gavazzi    | Zonca      | s.t.     |
| 9    | Henk Lubberding    | TI-Raleigh | s.t.     |
| 10   | Antoon Houbrechts  | Safir      | s.t.     |